# Bernard Plantevelue
Bernard Plantevelue, oder Plantapilosa (* 22. März 841 in Uzès; † um 886), war ein fränkischer Adliger aus der Familie der Gellones (Wilhelmiden). Er war Graf von Autun, Auvergne, Lyon, Toulouse, Rodez, Mâcon und im Berry sowie Markgraf von Gothien.

## Leben
Bernhard war ein Sohn des Markgrafen Bernhard von Septimanien und der Dhuoda. Seine Familie fiel 844 bei König Karl dem Kahlen in Ungnade und verlor ihren gesamten Besitz. Nachdem er wieder in der Gunst des Königs gestiegen war, wurde er 866 in Autun als Graf eingesetzt.
Wegen des Verdachts, an einer Verschwörung gegen den König beteiligt zu sein, um den Tod seines Vaters zu rächen, wurde Bernard bald darauf jedoch erneut verbannt. Es folgten Kämpfe gegen Robert den Tapferen und Ramnulf I. von Poitiers. Um das Jahr 869 wurde er begnadigt und verdrängte seinen Schwager in der Auvergne. 872 ermordete er den Grafen Bernhard II. von Toulouse, wurde aber dennoch vom König in den Besitz des Opfers eingesetzt.
Bernard wurde in den folgenden Jahren der engste Berater des aquitanischen Unterkönigs Ludwig des Stammlers. Nachdem dieser 877 im Gesamtreich die Herrschaft angetreten hatte, war Bernard ihm eine wichtige Stütze im Kampf gegen den aufständischen Markgrafen Bernhard von Gothien, der 878 besiegt wurde. Bernard erhielt als Dank dafür das Berry und die Markgrafschaft Gothien (Septimanien). Nach dem Tod Ludwigs des Stammlers unterstützte er dessen Söhne Ludwig III. und Karlmann gegen Boso von Vienne, der sich in der Provence zum König erhoben hatte. Zum Dank für seine Unterstützung wurde ihm 880 das Mâconnais übertragen. Seine anschließende Parteinahme für Kaiser Karl den Dicken 884 brachte ihm zusätzlich das Lyonnais ein.
Bernard starb um das Jahr 886. Seine ausgedehnten Besitzungen mit dem Zentrum Auvergne blieben fast vollständig seiner Familie erhalten, weshalb er auch als der (Wieder)Begründer des Herzogtums Aquitanien gilt. Sein Sohn Wilhelm nahm 909 schließlich auch den Herzogstitel an.
Bernard Plantevelue war verheiratet mit Ermengarde († nach 881), der Tochter des Grafen Bernhard von Auvergne. Ihre Kinder waren:
- Wilhelm I. der Fromme († 919), Graf von Auvergne und Berry, Markgraf von Gothien, Herzog von Aquitanien
- Warin
- Ava, Äbtissin in Lyon
- Adeline, ⚭ mit Acfred I., Graf von Carcassonne und Razès (Belloniden)

## Wissenschaftlicher Disput über drei Bernhards
In der zweiten Hälfte des neunten Jahrhunderts regierten drei Herzöge mit dem Namen Bernhard. In der Wissenschaft ist ihre Zuordnung und Identifizierung. Ausgangspunkt ist die Schrift Annales Bertiniani von Hincmar von Reims.